# Opistognathus iyonis
Opistognathus iyonis är en fiskart som först beskrevs av Jordan och Thompson, 1913.  Opistognathus iyonis ingår i släktet Opistognathus och familjen Opistognathidae. Inga underarter finns listade i Catalogue of Life.